# Куба на Светском првенству у атлетици на отвореном 2022.
Куба је на 18. Светском првенству у атлетици на отвореном 2022. одржаном у Јуџину  од 15. до 25. јула учествовала осамнаести пут, односно учествовала је на свим првенствима до данас. Репрезентацију Кубе је представљало 14 такмичара (6 мушкараца и 8 жена) који су се такмичили у 11 (6 мушких и 5 женских) дисциплина. ,
На овом првенству такмичари Кубе нису освојили ниједну медаљу.
У табели успешности према броју и пласману такмичара који су учествовали у финалним такмичењима (првих 8 такмичара) Куба је са 4 учесника у финалу делила 29. место са 15 бодова.
| Плас. | Земља | 1. место | 2. место | 3. место | 4. место | 5. место | 6. место | 7. место | 8. место | Бр. финал. | Бод. |
| ----- | ----- | -------- | -------- | -------- | -------- | -------- | -------- | -------- | -------- | ---------- | ---- |
| =29.  | Куба  | 0        | 0        | 0        | 2        | 0        | 1        | 1        | 0        | 4          | 15   |

## Учесници
| Мушкарци: - Шејнер Ренгифо Монтоја — 100 м, 200 м - Луис Енрике Зајас — Скок увис - Мајкел Масо — Скок удаљ - Лазаро Мартинез — Троскок - Енди Еугенио Ечаварија — Троскок - Марио А. Дијаз — Бацање диска | Жене: - Роксана Гомез — 400 м - Росе Мари Алманза — 800 м - Greisys L. Roble — 100 м препоне - Лејанис Перес Ернандес — Троскок - Liadagmis Povea — Троскок - Давислеиди Веласко — Троскок - Јаиме Перез — Бацање диска - Силинда Ониси Моралес — Бацање диска |

## Резултати

### Мушкарци
| Атлетичар              | Дисциплина   | Лични рекорд | Квалификације | Квалификације | Полуфинале            | Полуфинале           | Финале               | Финале       | Детаљи |
| Атлетичар              | Дисциплина   | Лични рекорд | Резултат      | Место         | Резултат              | Место                | Резултат             | Место        | Детаљи |
| ---------------------- | ------------ | ------------ | ------------- | ------------- | --------------------- | -------------------- | -------------------- | ------------ | ------ |
| Шејнер Ренгифо Монтоја | 100 м        | 10,11        | 10,21 (.204)  | 6. у гр. 4    | Није се квалификовао  | Није се квалификовао | Није се квалификовао | 33 / 67 (71) |        |
| Шејнер Ренгифо Монтоја | 200 м        | 20,51        | 20,80 (.793)  | 5. у гр. 2    | Није се квалификовао  | Није се квалификовао | Није се квалификовао | 39 / 44 (49) |        |
| Луис Енрике Зајас      | Скок увис    | 2,30         | 2,28 кв       | 1. у гр. Б    |                       |                      | 2,27                 | 6 / 29 (29)  |        |
| Мајкел Масо            | Скок удаљ    | 8,39         | 7,93 кв       | 5. у гр. Б    | 8,15                  | 4 / 29 (32)          |                      |              |        |
| Лазаро Мартинез        | Троскок      | 17,68        | 17,06 КВ      | 3. у гр. Б    | Без исправог скока    | Без исправог скока   |                      |              |        |
| Енди Еугенио Ечаварија | Троскок      | 17,09        | 16,39         | 11. у гр. А   | Нису се квалификовали | 21 / 27 (29)         |                      |              |        |
| Марио А. Дијаз         | Бацање диска | 65,21        | 60,83         | 11. у гр. Б   | Нису се квалификовали | 22 / 29 (30)         |                      |              |        |

### Жене
| Атлетичарка            | Дисциплина    | Лични рекорд | Квалификације | Квалификације | Полуфинале            | Полуфинале            | Финале                | Финале       | Детаљи |
| Атлетичарка            | Дисциплина    | Лични рекорд | Резултат      | Место         | Резултат              | Место                 | Резултат              | Место        | Детаљи |
| ---------------------- | ------------- | ------------ | ------------- | ------------- | --------------------- | --------------------- | --------------------- | ------------ | ------ |
| Роксана Гомез          | 400 м         | 49,71        | 51,85 КВ      | 3. у гр. 5    | 51,12                 | 4. у гр. 3            | Није се квалификовала | 13 / 43      |        |
| Росе Мари Алманза      | 800 м         | 1:56,28      | 2:01,96       | 4. у гр. 3    | Нису се квалификовале | Нису се квалификовале | Нису се квалификовале | 27 / 45      |        |
| Greisys L. Roble       | 100 м препоне | 12,93        | 13,24         | 4. у гр. 1    | Нису се квалификовале | Нису се квалификовале | Нису се квалификовале | 30 / 38 (42) |        |
| Лејанис Перес Ернандес | троскок       | 14,58        | 14,30 кв      | 8. у гр. А    |                       |                       | 14,70 ЛР              | 4 / 28       |        |
| Liadagmis Povea        | троскок       | 14,93        | 14,01         | 6. у гр. Б    | Нису се квалификовале | 17 / 28               |                       |              |        |
| Давислеиди Веласко     | троскок       | 14,34        | 13,94         | 8. у гр. Б    | Нису се квалификовале | 18 / 28               |                       |              |        |
| Јаиме Перез            | Бацање диска  | 69,39        | 65,32 КВ, ЛРС | 2. у гр. Б    | 63,07                 | 7 / 30                |                       |              |        |
| Силинда Ониси Моралес  | Бацање диска  | 63,17        | 58,73         | 7. у гр. А    | Није се квалификовала | 16 / 30               |                       |              |        |